# Biuro Bezpieczeństwa Narodowego
Biuro Bezpieczeństwa Narodowego (BBN) – polski urząd realizujący powierzone przez Prezydenta RP zadania w zakresie bezpieczeństwa narodowego.
Biuro jest merytoryczno-organizacyjnym zapleczem (funkcja sekretariatu) Rady Bezpieczeństwa Narodowego. Jest urzędem, przy pomocy którego Prezydent RP wykonuje swoje zadania w zakresie bezpieczeństwa i obronności. BBN zajmuje się także monitorowaniem przedsięwzięć mających wpływ na stan bezpieczeństwa i obronności państwa.
Biuro Bezpieczeństwa Narodowego ma siedzibę przy ul. Karowej 10 w Warszawie.

## Historia
Zostało powołane 31 stycznia 1991 przez Prezydenta RP Lecha Wałęsę zarządzeniem nr 3/91 w sprawie składu oraz zasad i trybu działania Komitetu Obrony Kraju. Ustawowego usytuowania BBN, potwierdzającego sposób i zakres działania Biura, dokonano po raz pierwszy ustawą z 25 października 1991 o zmianie ustawy o powszechnym obowiązku obrony Polskiej Rzeczypospolitej Ludowej oraz innych ustaw. Powołanie BBN jest symbolicznie związane ze zmianą nazwy państwa we wskazanej ustawie na obecną – Rzeczpospolitą Polską. Obecnie status BBN określają przepisy art. 26 ustawy z 11 marca 2022 r. o obronie Ojczyzny (do 2022 r. art. 11 ustawy z 21 listopada 1967 r. o powszechnym obowiązku obrony Rzeczypospolitej Polskiej) oraz zarządzenie Prezydenta RP w sprawie organizacji i zakresu działania BBN.
Szef Biura Bezpieczeństwa Narodowego odpowiada za jego działalność przed Prezydentem RP. W początkowym okresie funkcjonowania (1991) Biuro podlegało Ministrowi Stanu ds. Bezpieczeństwa Narodowego w Kancelarii Prezydenta Rzeczypospolitej Polskiej.
W 2005 na dachu budynku oddano do użytku wielofunkcyjne lądowisko Sokół dla śmigłowców.

## Zakres działania Biura Bezpieczeństwa Narodowego[6]
- realizowanie powierzonych przez Prezydenta RP zadań w zakresie bezpieczeństwa i obronności, w tym inicjowanie i udział w przygotowaniu koncepcji oraz planów organizacji i funkcjonowania zintegrowanego systemu kierowania bezpieczeństwem narodowym, a także nadzór nad ich realizacją w imieniu Prezydenta RP;
- monitorowanie i analizowanie kształtowania się strategicznych warunków bezpieczeństwa narodowego (wewnętrznych i zewnętrznych) oraz przygotowywanie ocen i wynikających z nich wniosków dla Prezydenta RP;
- opracowywanie i opiniowanie dokumentów o charakterze strategicznym (koncepcji, dyrektyw, planów, programów) w zakresie bezpieczeństwa narodowego, w odniesieniu do których kompetencje posiada Prezydent RP oraz nadzór nad realizacją zawartych w nich zadań określonych przez Prezydenta RP;
- monitorowanie, ocena i opiniowanie bieżącej działalności Sił Zbrojnych RP, perspektywicznych programów rozwojowych oraz planów operacyjnych ich użycia – w ramach zwierzchnictwa nad nimi Prezydenta RP;
- współpraca z organami władzy publicznej i organizacjami społecznymi w sprawach dotyczących bezpieczeństwa narodowego;
- monitorowanie, ocena i opiniowanie bieżącej działalności organów władzy publicznej i innych państwowych jednostek organizacyjnych w sferze bezpieczeństwa pozamilitarnego, w tym bezpieczeństwa publicznego i społeczno-gospodarczego oraz formułowanie opinii i wniosków w tym zakresie dla Prezydenta RP;
- opracowywanie i opiniowanie z upoważnienia Prezydenta RP projektów aktów normatywnych i innych aktów prawnych w dziedzinie bezpieczeństwa narodowego;
- merytoryczna i organizacyjna obsługa Rady Bezpieczeństwa Narodowego.

## Kierownictwo Biura Bezpieczeństwa Narodowego
- dr hab. Sławomir Cenckiewicz – szef BBN – sekretarz stanu  od 7 sierpnia 2025[7]
- gen. bryg. rez. Mirosław Bryś – zastępca szefa BBN od 7 sierpnia 2025[8][9]
- gen. bryg. rez. Andrzej Kowalski – zastępca szefa BBN od 7 sierpnia 2025

### Szefowie Biura Bezpieczeństwa Narodowego
| Lp.                                             | Zdjęcie                                         | Imię i nazwisko                                 | Okres urzędowania                               |                                                 |
| Ministrowie Stanu ds. Bezpieczeństwa Narodowego | Ministrowie Stanu ds. Bezpieczeństwa Narodowego | Ministrowie Stanu ds. Bezpieczeństwa Narodowego | Ministrowie Stanu ds. Bezpieczeństwa Narodowego | Ministrowie Stanu ds. Bezpieczeństwa Narodowego |
| ----------------------------------------------- | ----------------------------------------------- | ----------------------------------------------- | ----------------------------------------------- | ----------------------------------------------- |
| 1                                               |                                                 | Jacek Merkel                                    | 29 grudnia 1990 – 11 marca 1991                 |                                                 |
| 2                                               |                                                 | Lech Kaczyński                                  | 12 marca 1991 – 1 listopada 1991                |                                                 |
| Szefowie Biura Bezpieczeństwa Narodowego        |                                                 |                                                 |                                                 |                                                 |
| 1(3)                                            |                                                 | Jerzy Milewski                                  | 8 lutego 1991 – 13 czerwca 1994                 |                                                 |
| 2(4)                                            |                                                 | Henryk Goryszewski                              | 14 czerwca 1994 – 22 grudnia 1995               |                                                 |
| 3(5)                                            |                                                 | Jerzy Milewski                                  | 3 stycznia 1996 – 10 lutego 1997                |                                                 |
| 4(6)                                            |                                                 | Marek Siwiec                                    | 19 lutego 1997 – 17 czerwca 2004                |                                                 |
| –                                               |                                                 | p.o. gen. dyw. Tadeusz Bałachowicz              | 18 czerwca 2004 – 28 lutego 2005                |                                                 |
| 5(7)                                            |                                                 | Jerzy Bahr                                      | 1 marca 2005 – 22 grudnia 2005                  |                                                 |
| –                                               |                                                 | p.o. adm. floty Ryszard Łukasik                 | 22 grudnia 2005 do 13 stycznia 2006             |                                                 |
| –                                               |                                                 | p.o. Andrzej Urbański                           | 13 stycznia 2006 – 24 sierpnia 2006             |                                                 |
| 6(8)                                            |                                                 | Władysław Stasiak                               | 24 sierpnia 2006 – 8 sierpnia 2007              |                                                 |
| –                                               |                                                 | p.o. gen. dyw. Roman Polko                      | 8 sierpnia 2007 – 19 listopada 2007             |                                                 |
| 7(9)                                            |                                                 | Władysław Stasiak                               | 19 listopada 2007 – 15 stycznia 2009            |                                                 |
| 8(10)                                           |                                                 | Aleksander Szczygło                             | 15 stycznia 2009 – 10 kwietnia 2010             |                                                 |
| –                                               |                                                 | p.o. Zbigniew Nowek                             | 10 kwietnia 2010 – 13 kwietnia 2010             |                                                 |
| 9(11)                                           |                                                 | Stanisław Koziej                                | 13 kwietnia 2010 – 6 sierpnia 2015              |                                                 |
| vacat od 6 do 7 sierpnia 2015                   |                                                 |                                                 |                                                 |                                                 |
| 10(12)                                          |                                                 | Paweł Soloch                                    | 7 sierpnia 2015 – 10 października 2022          |                                                 |
| 11(13)                                          |                                                 | Jacek Siewiera                                  | 11 października 2022 – 3 lutego 2025            |                                                 |
| 12(14)                                          |                                                 | Dariusz Łukowski                                | 4 lutego 2025 – 7 sierpnia 2025                 |                                                 |
| 13(15)                                          |                                                 | Sławomir Cenckiewicz                            | od 7 sierpnia 2025                              |                                                 |

## Budżet, zatrudnienie i wynagrodzenia
Wydatki Biura Bezpieczeństwa Narodowego są realizowane w ramach części 01 budżetu państwa – Kancelaria Prezydenta RP.
W 2018 wydatki BBN wyniosły 14,80 mln zł. Przeciętne zatrudnienie w przeliczeniu na pełne etaty wyniosło 72 osoby, a średnie miesięczne wynagrodzenie brutto 10 450 zł.
W ustawie budżetowej na 2019 wydatki Biura Bezpieczeństwa Narodowego zaplanowano w wysokości 18,48 mln zł.